# روز باستیل (فیلم ۱۹۳۳)
روز باستیل (انگلیسی: Bastille Day) یک فیلم در سبک کمدی-درام و کمدی رمانتیک به کارگردانی رنه کلر است که در سال ۱۹۳۳ منتشر شد. از بازیگران آن می‌توان به آنابلا و ژرژ ریگاد اشاره کرد.